# Hydroporus memnonius
Hydroporus memnonius là một loài bọ cánh cứng trong họ Bọ nước. Loài này được Nicolai miêu tả khoa học năm 1822.

## Hình ảnh

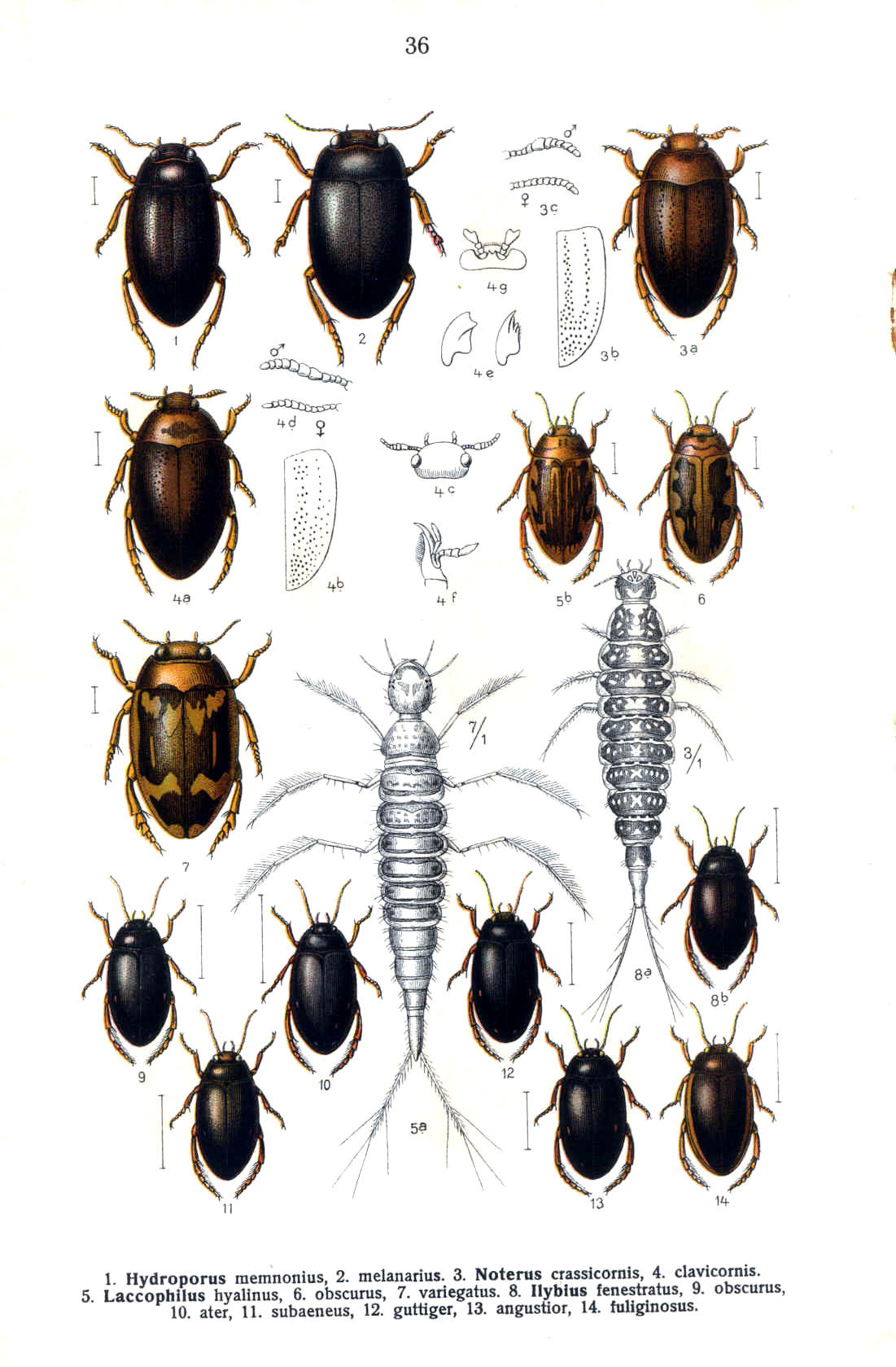